# Sara Duterte
Sara Duterte Zimmerman de Carpio (Dávao, 31 de mayo de 1978), popularmente conocida como Inday Sara, es una abogada y política filipina que ocupa el cargo de vicepresidenta de Filipinas desde 2022, también ejerció como secretaria de Educación del país entre 2022 y 2024. Previamente, de 2016 a 2022 fue alcaldesa de Dávao. Antes de su mandato como alcaldesa, se desempeñó como vicealcaldesa de la Ciudad de Dávao de 2007 a 2010. Es hija del expresidente filipino Rodrigo Duterte.

## Biografía
Sara Zimmerman Duterte nació en la ciudad de Dávao el 31 de mayo de 1978, la segunda hija del abogado y luego presidente Rodrigo Duterte y la azafata Elizabeth Zimmerman, de ascendencia judía asquenazí.
Estudio en el Colegio San Pedro, con especialización en Ciencias en Cuidado Respiratorio, y se graduó en 1999; en su discurso inaugural como alcaldesa de la ciudad de Dávao, Duterte dijo que originalmente quería ser pediatra en lugar de política. Posteriormente se licenció en Derecho en el Colegio San Sebastián – Recoletos y se graduó en mayo de 2005.
En 2005, Duterte aprobó el Examen de Abogados de Filipinas. Luego trabajó durante unos meses como abogada judicial en la oficina del juez asociado de la Corte Suprema Romeo Callejo Sr.
Es oficial de reserva en las Fuerzas Armadas de Filipinas con el rango de Coronel.

## Trayectoria política

### Vicealcaldesa de Dávao (2007-2010)

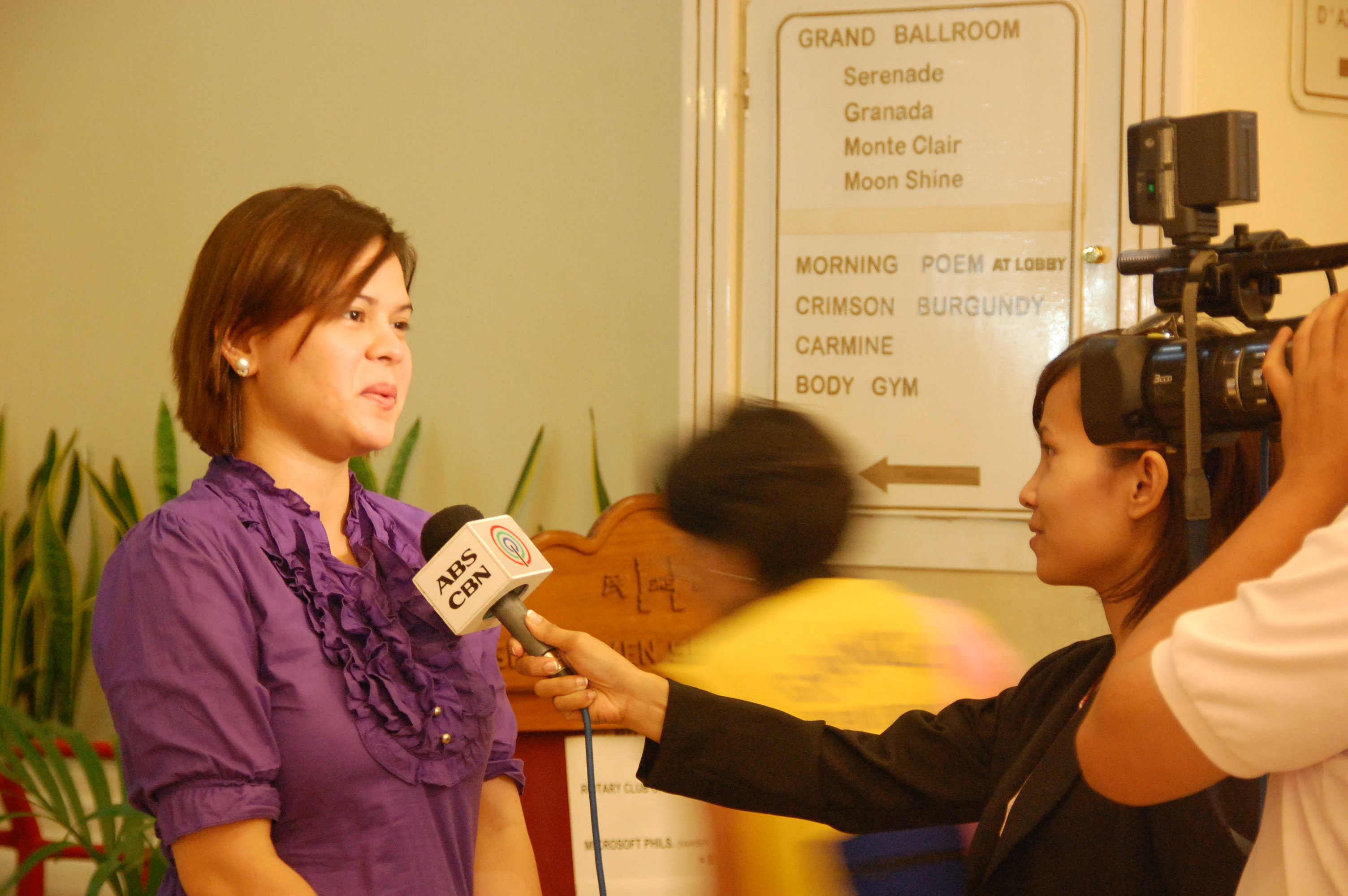
Duterte siendo entrevistada por ABS-CBN News el 12 de marzo de 2009, cuando aún era vicealcaldesa.

Duterte fue elegida vicealcaldesa de la ciudad de Dávao en 2007, sucediendo a Luis Bonguyan. Sirvió bajo las órdenes de su padre, el alcalde Rodrigo Duterte, durante un mandato hasta 2010.

### Alcaldesa de Dávao (2010-2013)
Duterte fue elegida alcaldesa de la ciudad de Dávao en 2010, cambiando con éxito los roles con su padre, Rodrigo Duterte, como alcaldesa y vicealcalde, respectivamente. Se convirtió en la primera alcaldesa de la ciudad y la más joven en ser elegida para el cargo en la historia política de la ciudad de Dávao. Prometiendo ser "útil y estar al servicio de la patria en todo momento", asumió el cargo que ocupó su padre Rodrigo durante más de 20 años. Los Duterte han apoyado dinastías políticas en Filipinas, afirmando que sus casi cuatro décadas de gobierno indiscutible en Dávao son producto de un proceso "democrático". Derrotó al presidente de la Cámara de Representantes, Próspero Nograles, el rival político de su padre, con una ventaja de 200.000 votos en las elecciones de 2010. Nograles presentó anteriormente una protesta ante la Comisión de Elecciones en Manila cuestionando los resultados, afirmando que hubo una conspiración de los funcionarios electorales locales.
El 1 de julio de 2011, Duterte ganó atención nacional cuando golpeó a Abe Andres, un alguacil del Tribunal Regional de Primera Instancia de la ciudad de Dávao, por la demolición de chabolas en Barangay Kapitan Tomas Monteverde Sr., Agdao, ciudad de Dávao. Anteriormente le había pedido al tribunal y al equipo de demolición que retrasaran la demolición, pero Andrés se negó, lo que la enfureció. El 11 de julio, la Confederación de Sheriffs de Filipinas Inc. presentó una denuncia contra Duterte en relación con el incidente. El 28 de junio de 2012, casi un año después del incidente, se disculpó públicamente con Andrés y su familia.
Duterte decidió no buscar la reelección en 2013 para dejar paso a su padre Rodrigo. También rechazó la oferta de su padre de postularse para representante del primer distrito de la ciudad de Dávao. Su primer mandato como alcaldesa de la ciudad de Dávao finalizó el 30 de junio de 2013.

### Hiato político
Duterte también fue una de los nueve gobernadores electos de la Cruz Roja filipina en 2014.
En octubre de 2015, se afeitó la cabeza para convencer a su padre de postularse a la presidencia en las elecciones presidenciales de Filipinas de 2016, a pesar de la reticencia de este último debido a la falta de fondos de campaña y maquinaria política.

### Alcaldesa de Dávao (2016-2022)
Duterte se postuló nuevamente para el puesto de alcaldesa de la ciudad de Dávao en las elecciones de 2016 y ganó el puesto, reemplazando a su padre por segunda vez. Tenía a su hermano mayor Paolo y más tarde a Bernard Al-ag como su vicealcalde.

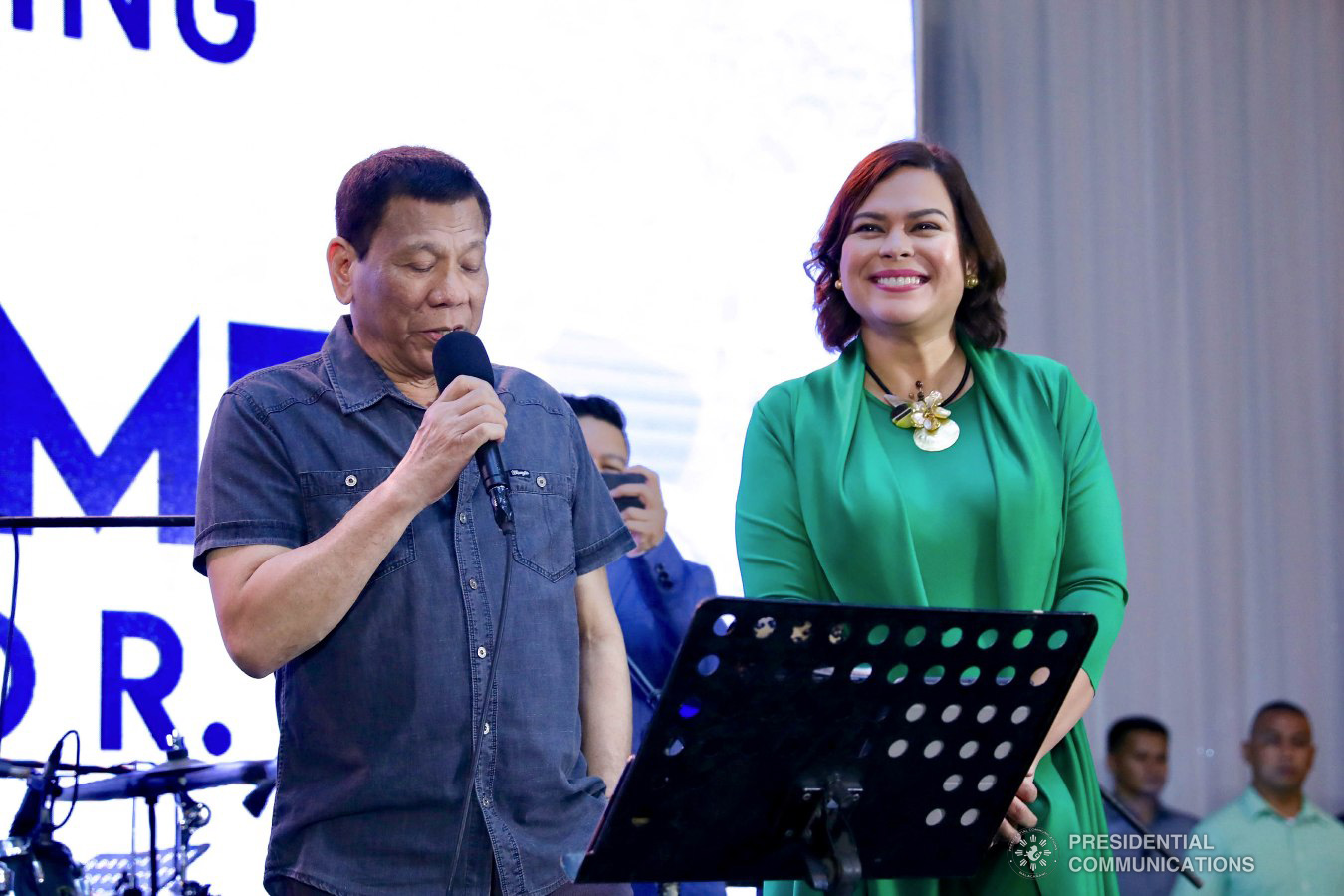
El presidente Rodrigo Duterte canta a dúo con su hija Sara el 24 de junio de 2019.

El 23 de octubre de 2017, Sara Duterte lanzó el movimiento «Tapang at Malasakit» (lit. 'coraje y compasión') compuesto por partidarios y aliados de Duterte.
El 23 de febrero de 2018, lanzó un nuevo partido regional llamado Hugpong ng Pagbabago. El partido fue aprobado más tarde el 4 de julio de 2018, antes de las elecciones de mitad de período de 2019.
El 18 de octubre de 2018 presentó su candidatura para buscar la reelección como alcaldesa de la ciudad de Dávao. Dijo en entrevista que no piensa retirar su certificado de candidatura a alcaldesa de la ciudad y solicitar una suplencia para postularse a un cargo nacional, como lo había hecho su padre en las elecciones presidenciales de 2016. Sin embargo, muchos comentaristas políticos la vieron como la sucesora del presidente Duterte, refiriéndose a su papel como agente influyente en las elecciones intermedias.
El 17 de marzo de 2022 renunció al cargo de alcaldesa para presentarse a las elecciones vicepresidenciales de Filipinas de 2022.

### Campaña vicepresidencial de 2022
El 9 de julio de 2021, Duterte declaró que estaba abierta a postularse para la presidencia. Sin embargo, aún no había tomado ninguna decisión definitiva. El 9 de septiembre de 2021, Duterte declaró que no se postularía para presidente ya que su padre, el presidente Duterte, se postulaba para vicepresidente, y acordaron que solo uno de ellos se postularía para un cargo nacional. Dado que el presidente Duterte no presentó su candidatura a la vicepresidencia, Duterte presentó su candidatura a la reelección el 2 de octubre de 2021.
El 9 de noviembre de 2021, Duterte retiró su candidatura a la reelección como alcaldesa de la ciudad de Dávao. Su hermano Sebastián, vicealcalde titular de la ciudad de Dávao, se postulará en su lugar. El 11 de noviembre renunció a Hugpong ng Pagbabago y posteriormente se unió a Lakas-CMD. Se unió a Lakas mientras estaba en Silang, Cavite, donde asistió a la boda de Gianna Revilla-Patricio, la hija del presidente del partido y senador Bong Revilla, como una de las patrocinadoras de la boda. El 13 de noviembre presentó su candidatura a vicepresidenta, en sustitución de Lyle Uy, quien se retiró de la contienda. Según Duterte, se unió a la carrera por la vicepresidencia para encontrarse a mitad de camino con sus partidarios, que querían que se postulara para la presidencia. Luego fue adoptada y respaldada por el Partido Federal de Filipinas como su candidata a la vicepresidencia, convirtiéndola en la compañera de fórmula de su candidato presidencial, el exsenador Bongbong Marcos, y por el Partido Popular de Reforma. El 17 de noviembre, fue nombrada presidenta de Lakas, sucediendo a Bong Revilla. El 19 de noviembre, se reincorporó a Hugpong ng Pagbabago y fue nombrada presidenta una vez más.

### Secretaria de Educación
El 11 de mayo de 2022, Marcos anunció que Duterte aceptó unirse a su futuro gabinete como Secretaria del Departamento de Educación.

## Vida personal

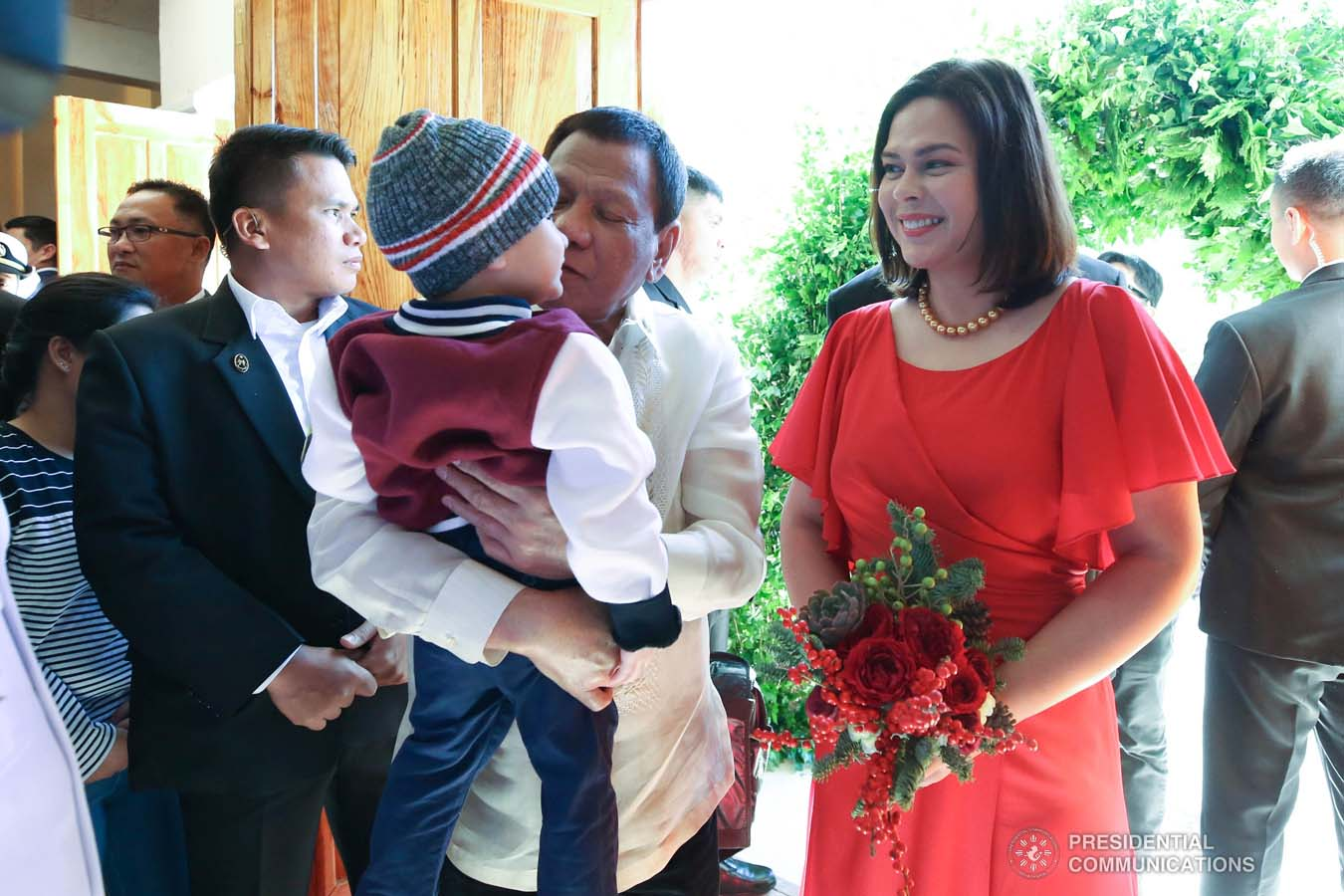
Duterte con su padre y su hijo Marko Digong (apodado «Stonefish»)

Duterte está casada desde el 27 de octubre de 2007 con su colega abogado Manases «Mans» R. Carpio, a quien conoció mientras asistía a la Universidad de San Beda. Tienen tres hijos: una hija adoptiva, Mikhaila María, apodada «Sharky», y dos hijos, Mateo Lucas, apodado «Stingray», y Marko Digong, apodado «Stonefish». Manases, sobrino de la Defensora del Pueblo Conchita Carpio-Morales y del Juez Asociado Principal de la Corte Suprema Antonio Carpio, es asesor legal de Lapanday Foods Corporation.
El 18 de abril de 2016, en relación con el comentario de violación hecho por su padre Rodrigo en una de sus campañas de candidatura presidencial, Duterte acudió a su cuenta de Instagram para admitir que había sido víctima de violación. Sin embargo, Rodrigo Duterte descartó la admisión de su hija y se refirió a ella como una «reina del drama».
El 10 de marzo de 2022, habló sobre su sexualidad en un encuentro con simpatizantes. Ella dijo que ella era parte de la comunidad LGBT, con su expresión de género siendo masculina y su sexualidad siendo femenina.